# توماس تشيشولم
توماس تشيشولم (بالإنجليزية: Thomas Chisholm)‏ هو كاتب أغاني وشاعر أمريكي، ولد في 1866، وتوفي في 1960.

## وصلات خارجية
- توماس تشيشولم على موقع ميوزك برينز (الإنجليزية)
- توماس تشيشولم على موقع ديسكوغز (الإنجليزية)